# Ptyelus transfasciatus
Ptyelus transfasciatus är en insektsart som beskrevs av Victor Lallemand 1927. Ptyelus transfasciatus ingår i släktet Ptyelus och familjen spottstritar. Inga underarter finns listade i Catalogue of Life.